# 19. honvedski pehotni polk (Avstro-Ogrska)
Za druge 19. polke glejte 19. polk.
19. honvedski pehotni polk (izvirno nemško k.u. Landwehr Infanterie Regiment Nr. 19; dobesedno slovensko: Cesarsko-madžarski honvedski pehotni polk št. 19) je bil pehotni polk avstro-ogrskega Honveda.

## Zgodovina
Polk je bil ustanovljen leta 1886.

### Prva svetovna vojna
Polkovna narodnostna sestava leta 1914 je bila sledeča: 52% Madžarov, 38% Nemcev in 10% drugih.

## Poveljniki polka
- 1914: Otto Kleszky[3]